# 강서동 (양산시)
강서동(江西洞)은 대한민국 경상남도 양산시의 동이다. 역사적, 지리적으로는 부산, 울산과 인접해 있고 도시 형성시 이들 도시 간의 기능분담으로 인해 하나의 연담 도시권을 형성하고 있으나, 현재 조성중인 물금신도시를 중심으로 교통, 교육, 문화 등 도시기반시설 및 편의 시설의 확충으로 독립된 도시형태로 갖추어 가고 있다.

## 법정동
- 교동
- 어곡동(2020년 5월 기준 3812명이다.)
- 유산동

## 교육
- 어곡초등학교
- 양산여자중학교
- 양산여자고등학교
- 양산제일고등학교